# Censo de Revillagigedo
El censo de 1790, también llamado censo de Revillagigedo, es el primer censo de población realizado en 1790 en el virreinato de Nueva España. Empezó el 3 de enero y fue emprendido bajo el gobierno del 52.º virrey, Juan Vicente de Güemes Pacheco y Padilla, 2.º conde de Revillagigedo, bajo las pretensiones administrativas y políticas privativas de los gobernantes de La Casa de Borbón en España.
El  censo  revela información de la situación del país apenas veinte años antes de la Guerra de Independencia de México y comprobó que la expansión del mestizaje en México fue más agresivo que la expansión indígena. El censo reveló que en México la población no superaba los tres millones y medio de habitantes.

## Preparación
El 3 de enero de 1790, Juan Vicente de Güemes Pacheco y Padilla, segundo conde de Revillagigedo, virrey de la Nueva España, pidió a los intendentes que elaboraran padrones completos de la población que habitaba en cada una de las jurisdicciones bajo su mando. Una vez teniendo los formularios impresos junto con su orden, los distribuyeran a los subdelegados quienes habrían de encargar de realizar un censo americano similar al de España realizado en 1782.
Uno de los objetivos del censo era el conocer la población por medio de padrones generales de los pueblos cuya precisión sería una fuente de deducción de personas dedicadas al Estado Eclesiástico así como sus allegados y sirvientes; los integrantes de cada casta; los tributarios y, en suma, el total de la población. El virrey veía este censo como una oportunidad para normar decisiones pues podría ser guía para acertar en el destierro de vicios y excesos; agricultura, minería y política hacendaria para equilibrar los derechos de La Real Hacienda con el interés del país y sus habitantes asegurando las percepciones de La Corona.

## Organización y elaboración del Censo

### Levantamiento de los padrones
Tiempo atrás los intentos por cuantificar la población habían sido desarrollados por los integrantes del Estado Eclesiástico; párrocos y curas. El Virrey mostró gran interés en desarrollo del censo, no sólo mandando las cartas y las órdenes para el levantamiento de padrones, sino que mandaba cartas y emisarios personales con el fin de evitar alborotos, reparos y disensiones.
A diferencia de los intentos hechos por el Estado Eclesiástico, el método utilizado por La Secretaría de Cámara del Virreinato consistió en cuatro formas para uniformizar y acumular la información, estas debían seguir los intendentes y subdelegados para que la elaboración de padrones y cuadros concentradores fuera exitosa:
- primera forma: formular las listas del padrón;
- segunda forma: concentrar los datos obtenidos en el padrón de cada pueblo en los que se incluían lugares, haciendas y rancherías;
- tercera forma: agregar los datos de todos los pueblos comprendidos en una misma jurisdicción o partido;
- cuarta forma: incluir las formas para concentrar todas las jurisdicciones de una misma intendencia o provincia.

El levantamiento de padrones, pese a tener una buena organización, no se dio bajo el mismo ritmo en todas las intendencias. La lentitud fue un factor importante que influyó, sobre todo, en las intendencias de: Veracruz, Puebla, Guadalajara y Zacatecas. Se cree que una de las principales causas de la lentitud del censo en estas intendencias fue la falta de recursos, los malos caminos y la lejanía de algunos pueblos y rancherías respecto a la cabecera de su respectiva subdelegación.

### Realización
La organización de cada intendencia sugería que se empezaran a levantar los padrones en los pueblos. Así, los subdelegados distribuían entre los párrocos y justicias de cada pueblo los modelos para la formación de los padrones para que, posteriormente, los curas, párrocos y justicias hicieran una larga lista de los habitantes de su respectivo pueblo. Este proceso se realizó en cada intendencia.
En algunos casos la concentración de la información fue tan lenta que se vio interrumpida por el cambio del virrey Juan Vicente de Güemes, razón por la cual no toda la información llegó a la Secretaría del Virreinato.
El propio conde de Revillagigedo, en la instrucción que dejó al marqués de Branciforte (Miguel de la Grúa Talamanca) quien le sucedió en el cargo, dice: 

Por más esfuerzos que he hecho no me ha sido posible lograr que se concluya el padrón de la población de estos reinos, pero por varias noticias y combinaciones, y por lo que hay concluido del padrón, se puede colegir, con bastante probabilidad, que la población no pasa de los tres millones y medio de almas.
Juan Vicente de Güemes Pacheco y Padilla

### Intendencias a Destacar

#### Guadalajara
Jacobo Ugarte y Loyola tuvo dudas de la orden del virrey giradas en 1790, estas tardaron en disiparse más de un año, pues el 22 de marzo de 1791 produjo una carta dándose por enterado de las instrucciones con las que el virrey intentó aclarar sus dudas. Se cree que no sólo fue el aplazamiento del levantamiento de padrones sino en la incorrecta instrucción a los encargados pues las concentraciones de la información se realizaron de manera incorrecta y el procedimiento tuvo que repetirse.
El virrey estaba preocupado por la lentitud y pidió que el concentrador general fuera hecho por los empleados de la intendencia a lo que el intendente respondió que, al faltarle Tomatlán, no podía concluir el estado genera; el tiempo se terminó y el virrey Juan Vicente de Güemes fue reemplazado por Miguel de la Grúa Talamanca en 1794, razón por la cual se cree que el Censo de  Guadalajara no llegó a la Secretaría del Virreinato. La información se encontró posteriormente en 1878 resguardadas en el archivo del Ayuntamiento de Guadalajara.

#### Guanajuato
En contraste con Guadalajara, un caso de extrema rapidez y acierto del censo fue la intendencia de Guanajuato gobernada por Juan Antonio de Riaño y Bárcena. Se deduce que los padrones estaban listos para antes de 1793; muy probablemente en 1791, año para el cual Juan Antonio de Riaño y Bárcena iba llegando de Valladolid, donde había sido intendente.

#### México

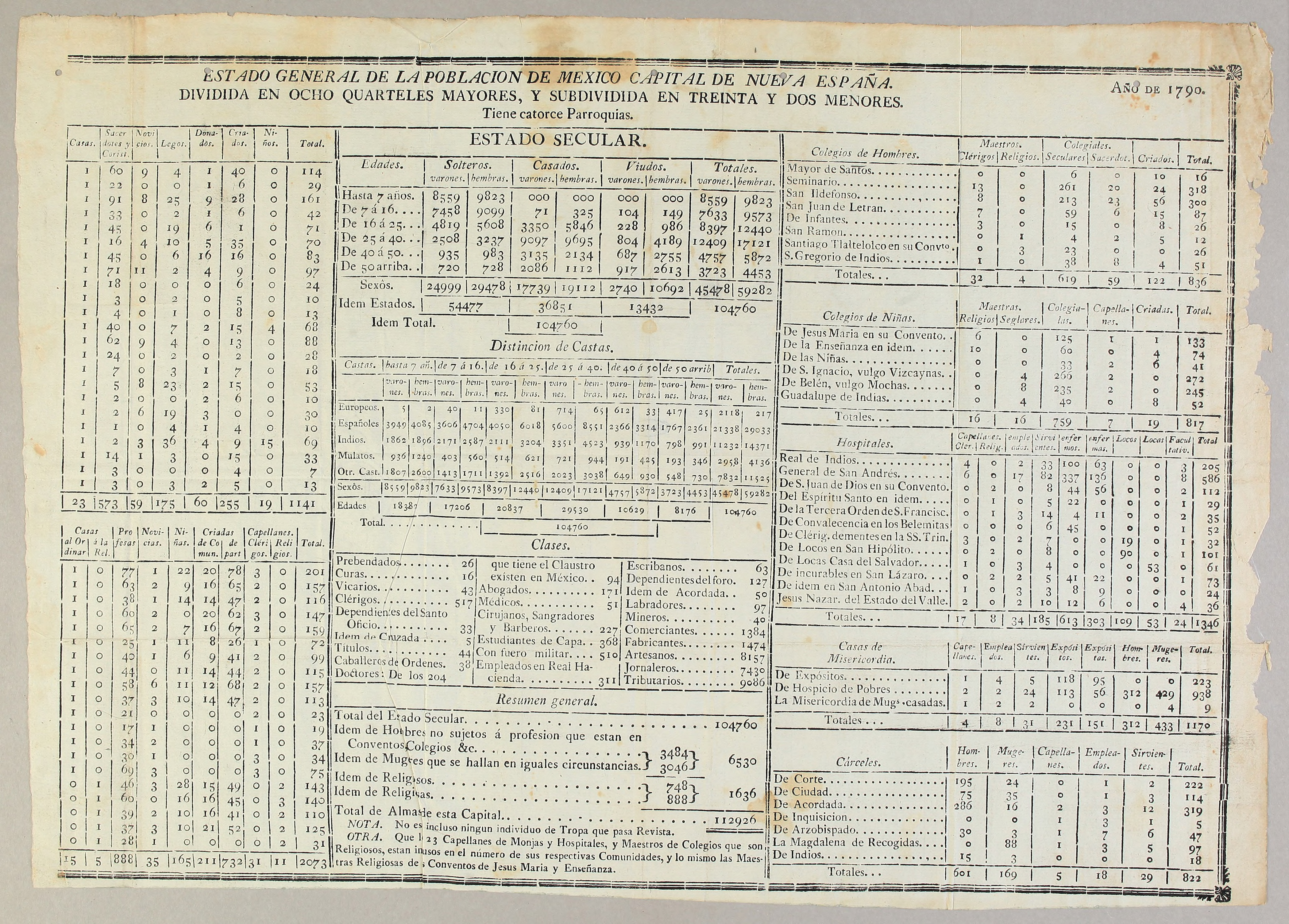
Estado general de la poblacion de Mexico capital de Nueva España. Dividida en ocho quarteles mayores, y subdividida en treinta y dos menores. Tiene catorce parroquias. Ano de 1790

Los resultados obtenidos en la intendencia de México fueron los primeros conocidos y primeros en publicarse; siendo Juan Vicente de Güemes Pacheco y Padilla, el intendente de México y virrey de La Nueva España, dio un gran empuje para que en febrero de 1791 se imprimieran y circularan los estados generales de la ciudad capital y de la intendencia.

#### Nuevo México
Los cuadros de información de Nuevo México no incluían a las tribus indígenas en conflicto con los españoles; sólo se contabilizó a los pertenecientes a territorios militarmente controlados y, debido a esta exclusión, el censo en Nuevo México terminó rápidamente.

#### Puebla
El intendente Manuel de Flon recibió la orden en 1790, como el resto de los intendentes, e informó en 1792 que los cuadros llevaban buen ritmo. Para agosto de 1793, se le informa al virrey que debe intervenir a fin de que las autoridades de Tlaxcala, Cholula, Izúcar y Cuautla le entregaran los resultados del censo porque sus respectivos gobernantes hacían caso omiso. 
Debido a la separación reciente entre Tlaxcala y Puebla, los censos se trataron de forma independiente. Puebla fue de los casos en donde la información no se recopiló a tiempo, de hecho, De Flon mandó los archivos al consulado de Veracruz hasta diez años más tarde.

#### San Luis Potosí
San Luis Potosí fue una intendencia que presentó dificultades debido a cuestiones geográficas; estuvo formada por Nuevo Santander, Nuevo Reino de León, Coahuila y Texas. Sin embargo, los cuadros de información recopilada en las jurisdicciones bajo la intendencia de San Luis Potosí están fechados en 1793, la realización del censo fue durante el año de 1790.

#### Veracruz
Veracruz fue uno de los casos de mayor lentitud; el 28 de enero de 1792 el intendente Miguel del Corral envió una carta al virrey prometiéndole extremar providencias para concluir el censo. Aunque el censo fue concluido, no hay evidencia de que haya sido enviado a México, pues, para agosto de 1793 aún no estaban terminados los estados generales de la intendencia, para el 8 de febrero de 1794 avisó que faltaban cuatro subdelegaciones y para el 29 de marzo del mismo año dos villas aún no entregaban sus padrones.
Fue esta una de las poblaciones cuya población total hubo de ser estimada por Alejandro de Humboldt en 1804.

#### Zacatecas
La intendencia de Zacatecas presentó problemas similares a los de Puebla; el intendente Joseph de León Valdez le informaba al virrey que los subdelegados no habían cumplido sus órdenes; para junio, el virrey reenvió las instrucciones y el intendente se ofreció en conminar con mayor energía a los morosos.
El censo concluyó y el 3 de septiembre de 1793 el intendente envió a la capital del virreinato el aviso general de que el estado general de la intendencia de Zacatecas había iniciado. El 29 de abril de 1794 enviaron los cuadros y resúmenes de la intendencia, el virrey, al revisar los materiales, tuvo que regresarlos debido a fallas y ya no se obtuvo de nuevo información pues ya estaba por ser relevado por Miguel de la Grúa Talamanca.

## La Población de México en 1790

### Características generales
A grandes rasgos, el mayor volumen de la población se concentró en la meseta central y, dentro de esta, en el área agrícola. En el norte, surgieron concentraciones en torno a los fundos mineros y a lo largo de las rutas comerciales, en todo el lugar que resultó propicio a la agricultura y explotación minera, que, hizo resurgir poblaciones y crear nuevas.
Se contabilizaron 13 de las 17 intendencias, de las cuales, en 11 la proporción entre hombres y mujeres resulta muy equilibrada. Los casos donde se muestra disparidad son: Alta California, Baja California, Nuevo México y Sonora; el número de hombres es la mayor en estos territorios debido al estado constante de guerra entre españoles e indígenas.
En cuanto a la información recabada, los desgloses fueron un asunto a destacar y se dividieron en tres:
1. Intendencias desglosadas por sexo y estado civil: Alta California, Baja California, Nuevo México, Sinaloa y Sonora.
2. Intendencias desglosadas por sexo: Guanajuato, Oaxaca, Puebla, San Luis Potosí y Zacatecas.
3. Intendencias que sólo muestran el número de habitantes por jurisdicción: Guadalajara y Veracruz.

### Grupos de edades
Las edades fueron un indicador determinante de la población y se separaron por seis grandes grupos:
1. Recién nacidos hasta 7 años de edad.
2. Entre 7 y 16 años.
3. Entre 17 y 25 años.
4. Entre 26 y 40 años.
5. Entre 41 y 50 años.
6. De 51 años en adelante.

Los criterios para efectuar esta división de edades fueron de índole religiosa y militar, pues los niños de 7 a 16 años de edad se encontraban en adoctrinamiento religioso y de los 16 a los 40 años estaban obligados a inscribirse para el servicio de las armas.

### Ocupaciones
El concepto de ocupación se utilizó en el sentido de profesión o especialidad y no en el empleo; al momento del censo no se tomó en cuenta si el encuestado estaba trabajando o no.
Al tomar una muestra de ocho intendencias se observó una ocupación del 31.7% de la población total, apenas un 0.7% menos de lo que mostró el censo de 1960.
| INTENDENCIA     | POBL. TOTAL | POBL. OCUPADA | PORCENTAJE (%) |
| --------------- | ----------- | ------------- | -------------- |
| TOTAL           | 1,774,184   | 562,382       | 31.7           |
| Alta California | 8,540       | 502           | 5.88           |
| Baja California | 4,076       | 203           | 4.98           |
| Guanajuato      | 430,127     | 111,270       | 25.87          |
| México          | 1,147,973   | 400,349       | 34.87          |
| Nuevo México    | 30,953      | 9,457         | 30.55          |
| Sinaloa         | 55,062      | 10,291        | 18.69          |
| Sonora          | 38,305      | 4,996         | 13.04          |
| Tlaxcala        | 59,148      | 25,314        | 42.79          |

.

## Tendencias de la población
A grandes rasgos se puede decir que, en la población en el Valle de México en el siglo XVIII, se encuentran síntomas de alivio en una curva que iba a la baja.
Charles Gibson tomó una muestra de la población del Valle de México basada en padrones de tributarios.
| AÑOS        | POBLACIÓN DEL VALLE DE MÉXICO |
| ----------- | ----------------------------- |
| 1570        | 117,270                       |
| 1644        | 22,659                        |
| 1692        | 24,566                        |
| 1742        | 37,864                        |
| 1787 - 1794 | 47,080                        |
| 1797 - 1804 | 64,485                        |

La población presentaba una tasa de incremento anual pequeña antes del siglo XVIII y fue aumentando conforme se acercaba la víspera de La Guerra de Independencia de México
| INTENDENCIA     | TASA MEDIA ANUAL (%) | DESVIACIÓN (%) |
| --------------- | -------------------- | -------------- |
| TOTAL           | 1.86                 | 2.04           |
| Alta California | 0.23                 | -1.63          |
| Oaxaca          | 0.43                 | -1.43          |
| Veracruz        | 0.75                 | -1.17          |
| Puebla          | 1.15                 | -0.71          |
| Guanajuato      | 2.01                 | 0.15           |
| Durango         | 2.77                 | 0.91           |
| Zacatecas       | 2.89                 | 1.03           |
| San Luis Potosí | 2.96                 | 1.1            |
| Sinaloa         | 3.25                 | 1.39           |
| Mérida          | 3.76                 | 1.90           |
| Guadajalara     | 5.52                 | 3.66           |
| Nuevo México    | 6.48                 | 4.62           |

La información otorgada por el censo no sólo sirvió para reformas, políticas y control de la población, también sirvió, posteriormente, para explicar que el gran aumento de la población y la expansión del mestizaje influyeron en la preparación del movimiento de Independencia